# Список кавалеров ордена «За заслуги перед Отечеством» за 2016 год

## Кавалеры ордена I степени
1. 29 января 2016 года, № 31 — Новожилов, Генрих Васильевич — главный советник генерального директора по науке открытого акционерного общества «Авиационный комплекс имени С. В. Ильюшина», город Москва[1]
2. 11 июня 2016 года, № 282 — Вербицкая, Людмила Алексеевна — президент федерального государственного бюджетного учреждения «Российская академия образования», город Москва[2]
3. 19 ноября 2016 года, № 610 — Кирилл (Гундяев Владимир Михайлович) — Патриарх Московский и всея Руси[3]
4. 20 декабря 2016 года, № 695 — Фадеев, Геннадий Матвеевич — советник президента открытого акционерного общества «Российские железные дороги», город Москва[4]

## Кавалеры ордена II степени
1. 18 января 2016 года, № 17 — Фокин, Валерий Владимирович — художественный руководитель федерального государственного бюджетного учреждения культуры «Российский государственный академический театр драмы имени А. С. Пушкина (Александринский)», город Санкт-Петербург
2. 18 января 2016 года, № 17 — Фортов, Владимир Евгеньевич — президент Российской академии наук
3. 29 января 2016 года, № 31 — Голикова, Татьяна Алексеевна — Председатель Счётной палаты Российской Федерации
4. 15 февраля 2016 года, № 59 — Поярков Владимир Кириллович (митрополит Крутицкий и Коломенский Ювеналий) — Патриарший наместник Московской епархии, постоянный член Священного синода Русской православной церкви
5. 18 апреля 2016 года, № 187 — Жириновский, Владимир Вольфович — депутат Государственной думы Федерального собрания Российской Федерации, руководитель фракции политической партии «Либерально-демократическая партия России»
6. 28 июля 2016 года, № 359 — Костин, Андрей Леонидович — президент — председатель правления Банка ВТБ (публичного акционерного общества), город Санкт-Петербург
7. 20 сентября 2016 года, № 481 — Ковальчук, Михаил Валентинович — президент федерального государственного бюджетного учреждения «Национальный исследовательский центр „Курчатовский институт“», город Москва
8. 17 ноября 2016 года, № 608 — Арчаков, Александр Иванович — научный руководитель федерального государственного бюджетного научного учреждения «Научно-исследовательский институт биомедицинской химии имени В. Н. Ореховича», город Москва
9. 24 ноября 2016 года, № 622 — Масляков, Александр Васильевич — президент общества с ограниченной ответственностью «Телевизионное творческое объединение „АМИК“», город Москва
10. 20 декабря 2016 года, № 695 — Чубарьян, Александр Оганович — академик Российской академии наук, научный руководитель федерального государственного бюджетного учреждения науки Института всеобщей истории Российской академии наук, город Москва
11. 20 декабря 2016 года, № 695 — Баранов, Александр Александрович — академик Российской академии наук, директор федерального государственного бюджетного учреждения «Научный центр здоровья детей», город Москва

## Кавалеры ордена III степени
1. 15 февраля 2016 года, № 59 — Накоряков, Владимир Елиферьевич — советник Российской академии наук федерального государственного бюджетного учреждения науки Института теплофизики имени С. С. Кутателадзе Сибирского отделения Российской академии наук, Новосибирская область
2. 8 марта 2016 года, № 104 — Сухарев, Александр Яковлевич — член Общественного совета при Следственном комитете Российской Федерации
3. 31 марта 2016 года, № 142 — Жучков, Владимир Иванович — руководитель аппарата Центрального банка Российской Федерации
4. 26 августа 2016 года, № 432 — Тюрин, Михаил Владиславович — инструктор-космонавт-испытатель 1 класса группы инструкторов-космонавтов отряда космонавтов федерального государственного бюджетного учреждения «Научно-исследовательский испытательный центр подготовки космонавтов имени Ю. А. Гагарина», Московская область
5. 20 сентября 2016 года, № 481 — Пархаев, Евгений Алексеевич — генеральный директор общества с ограниченной ответственностью «Художественно-производственное предприятие „Софрино“» Русской православной церкви, Московская область
6. 26 октября 2016 года, № 572 — Харченко, Владимир Петрович — научный руководитель федерального государственного бюджетного учреждения «Российский научный центр рентгенорадиологии», город Москва
7. 17 ноября 2016 года, № 608 — Артемьев, Игорь Юрьевич — руководитель Федеральной антимонопольной службы
8. 17 ноября 2016 года, № 608 — Бабкина, Надежда Георгиевна — художественный руководитель — директор государственного бюджетного учреждения культуры города Москвы «Московский государственный музыкальный театр фольклора „Русская песня“»
9. 20 декабря 2016 года, № 695 — Курцер, Марк Аркадьевич — генеральный директор группы компаний «Мать и дитя», город Москва
10. 26 декабря 2016 года, № 711 — Шишкин, Андрей Николаевич — вице-президент по энергетике, локализации и инновациям публичного акционерного общества «Нефтяная компания „Роснефть“», город Москва

## Кавалеры ордена IV степени
1. 15 февраля 2016 года, № 59 — Самокутяев, Александр Михайлович — инструктор-космонавт-испытатель — начальник группы отряда космонавтов федерального государственного бюджетного учреждения «Научно-исследовательский испытательный центр подготовки космонавтов имени Ю. А. Гагарина», Московская область
2. 15 февраля 2016 года, № 59 — Скворцов, Александр Александрович — инструктор-космонавт-испытатель группы инструкторов-космонавтов отряда космонавтов федерального государственного бюджетного учреждения «Научно-исследовательский испытательный центр подготовки космонавтов имени Ю. А. Гагарина», Московская область
3. 15 февраля 2016 года, № 59 — Кудряшов, Сергей Иванович — генеральный директор акционерного общества «Зарубежнефть», город Москва
4. 15 февраля 2016 года, № 59 — Гафт, Валентин Иосифович — артист государственного бюджетного учреждения культуры города Москвы «Московский театр „Современник“»
5. 2 марта 2016 года, № 93 — Кудимов, Николай Михайлович — токарь-карусельщик акционерного общества «Красноярский машиностроительный завод»
6. 2 марта 2016 года, № 93 — Волошин, Александр Стальевич — руководитель рабочей группы по созданию Международного финансового центра в Российской Федерации при Совете при Президенте Российской Федерации по развитию финансового рынка Российской Федерации
7. 2 марта 2016 года, № 93 — Трутнев, Юрий Петрович — Заместитель Председателя Правительства Российской Федерации — полномочный представитель Президента Российской Федерации в Дальневосточном федеральном округе
8. 8 марта 2016 года, № 104 — Сураев, Максим Викторович — космонавт-испытатель 3 класса группы космонавтов отряда космонавтов федерального государственного бюджетного учреждения «Научно-исследовательский испытательный центр подготовки космонавтов имени Ю. А. Гагарина», Московская область
9. 31 марта 2016 года, № 142 — Рощупкин, Владимир Николаевич — исполнительный директор в дирекции акционерного общества «Научно-производственная корпорация „Уралвагонзавод“ имени Ф. Э. Дзержинского», Свердловская область
10. 12 мая 2016 года, № 219 — Сабитов, Рифат Абдулвагапович — заместитель генерального директора — руководитель Регионального депаратамента федерального государственного унитарного предприятия «Всероссийская государственная телевизионная и радиовещательная компания», город Москва
11. 12 мая 2016 года, № 219 — Шумаков, Сергей Леонидович — заместитель генерального директора — главный редактор Главной редакции ЭСМИ «Телеканал „Россия-Культура“ (Россия-К)» федерального государственного унитарного предприятия «Всероссийская государственная телевизионная и радиовещательная компания», город Москва
12. 14 мая 2016 года, № 225 — Айламазян, Эдуард Карпович — директор федерального государственного бюджетного научного учреждения «Научно-исследовательский институт акушерства, гинекологии и репродуктологии имени Д. О. Отта», город Санкт-Петербург
13. 4 июля 2016 года, № 320 — Жилин, Геннадий Александрович — судья Конституционного суда Российской Федерации
14. 4 июля 2016 года, № 320 — Зорькин, Валерий Дмитриевич — Председатель Конституционного суда Российской Федерации
15. 4 июля 2016 года, № 320 — Клеандров, Михаил Иванович — судья Конституционного суда Российской Федерации
16. 4 июля 2016 года, № 320 — Александров, Анатолий Александрович — ректор федерального государственного бюджетного образовательного учреждения высшего профессионального образования «Московский государственный технический университет имени Н. Э. Баумана»
17. 28 июля 2016 года, № 359 — Лукьяненко, Валерий Васильевич — член правления Банка ВТБ (публичного акционерного общества), город Санкт-Петербург
18. 28 июля 2016 года, № 359 — Бажаев, Муса Юсупович — президент открытого акционерного общества «Группа АЛЬЯНС», город Москва
19. 8 августа 2016 года, № 400 — Абдулатипов, Рамазан Гаджимурадович — Глава Республики Дагестан
20. 20 сентября 2016 года, № 481 — Богданов, Михаил Леонидович — специальный представитель Президента Российской Федерации по Ближнему Востоку и странам Африки, заместитель министра иностранных дел Российской Федерации
21. 21 сентября 2016 года, № 487 — Лужков, Юрий Михайлович, город Москва
22. 26 октября 2016 года, № 572 — Бородин, Павел Павлович — председатель правления Союза предпринимателей евразийского экономического пространства «Деловой союз Евразии», город Москва
23. 17 ноября 2016 года, № 608 — Пушкин, Юрий Фёдорович — слесарь-электромонтажник акционерного общества «ТЯЖМАШ», Самарская область
24. 17 ноября 2016 года, № 608 — Давыдов, Михаил Иванович — директор федерального государственного бюджетного учреждения «Российский онкологический научный центр имени Н. Н. Блохина», город Москва
25. 26 декабря 2016 года, № 711 — Долгополов, Александр Алексеевич — тракторист федерального государственного унитарного предприятия «Пролетарское», Пролетарский район Ростовской области
26. 26 декабря 2016 года, № 711 — Ивахненко, Иван Александрович — тракторист колхоза имени «Скиба», Зимовниковский район Ростовской области
27. 26 декабря 2016 года, № 711 — Миронов, Евгений Витальевич — художественный руководитель федерального государственного бюджетного учреждения культуры «Государственный театр наций», город Москва
28. 26 декабря 2016 года, № 711 — Рыбников, Алексей Львович — художественный руководитель государственного бюджетного учреждения культуры города Москвы «Московская государственная творческая мастерская под руководством Алексея Рыбникова»